# Zemunica
Zemunica je poluukopani ili ukopani objekt za stanovanje ljudi, postrojbi i zapovjedništava izvan naselja u hladne dane, kao i za smještaj povrijeđenih i oboljelih sanitetskih etapa i ljudstva u zbjegovima. U iskop se ugrađuje drvena armatura na koju se učvršćuje krovna konstrukcija. Za pokrivanje se koristi šindra, daska i dr. materijal i maskira busenom. Visina je oko 2 metra, a obično se radi za smještaj desetine ili voda vojnika. Ako se koristi za smještaj bolesnika (ranjenika) onda za pojedinca dolazi najmanje 2 m2 kvadratna površine i 6-7 m kubičnih zraka. 